# 1494

## Esdeveniments
Països Catalans
Resta del món
- Tractat de Tordesillas.
- Comencen les Guerres d'Itàlia.

## Necrològiques
Països Catalans
- 12 d'octubre - Alguaire, Lleida: Francesquina de Carcassona, priora del monestir d'Alguaire.[1]

Resta del món
- 17 de novembre - Ferrara, Itàlia: Pico della Mirandola, humanista i pensador italià (n. 1463).